# Liste des lineae sur Europe
Ce qui suit est la liste des lineae sur Europe, une lune de Jupiter. La plupart des lineae sur Europe sont nommées d'après des personnages et des lieux des légendes de Cadmos et d'Europe ; d'autres portent le nom d'importants alignements mégalithiques construits par les peuples néolithiques de Grande-Bretagne et de France. Tout ce qui suit provient de la nomenclature de l'Union astronomique internationale,
Voir aussi la liste des cratères sur Europe et la liste des formations géologiques d'Europe.
| Linea              | Nommé après                         |
| ------------------ | ----------------------------------- |
| Adonis Linea       | Adonis                              |
| Agave Linea        | Agave                               |
| Agenor Linea       | Agénor                              |
| Alphesiboea Linea  | Alphésibée                          |
| Androgeos Linea    | Androgeus                           |
| Argiope Linea      | Argiope (Téléphassa)                |
| Asterius Linea     | Astérion                            |
| Astypalae Linea    | Astypalée                           |
| Autonoë Linea      | Autonoé                             |
| Belus Linea        | Bélus fils de Poséidon              |
| Butterdon Linea    | Butterdon Hill, Angleterre          |
| Cadmus Linea       | Cadmus                              |
| Chthonius Linea    | Chthonius                           |
| Corick Linea       | Corick, Irlande du Nord             |
| Drizzlecomb Linea  | Drizzlecombe, Angleterre            |
| Drumskinny Linea   | Drumskinny, Irlande du Nord         |
| Echion Linea       | Échion                              |
| Euphemus Linea     | Euphemus                            |
| Glaukos Linea      | Glaucus                             |
| Harmonia Linea     | Harmoniae                           |
| Hyperenor Linea    | Hyperenor                           |
| Ino Linea          | Ino                                 |
| Katreus Linea      | Katreus                             |
| Kennet Linea       | West Kennet Long Barrow, Angleterre |
| Libya Linea        | Libye                               |
| Mehen Linea        | Mehen, Bretagne                     |
| Merrivale Linea    | Merrivale, Devon, Angleterre        |
| Minos Linea        | Minos                               |
| Onga Linea         | Onga (Athéna)                       |
| Pelagon Linea      | Pelagon                             |
| Pelorus Linea      | Pelorus                             |
| Phineus Linea      | Phinée                              |
| Phoenix Linea      | Phoenix, frère d'Agenor             |
| Rhadamanthys Linea | Rhadamanthe                         |
| Sarpedon Linea     | Sarpédon, fils d'Europe             |
| Sharpitor Linea    | Sharpitor, Angleterre               |
| Sparti Linea       | Sparte                              |
| Staldon Linea      | Stalldown Barrow, Angleterre        |
| Tectamus Linea     | Tectamus                            |
| Telephassa Linea   | Téléphassa                          |
| Thasus Linea       | Thasos                              |
| Thynia Linea       | Thynia                              |
| Tormsdale Linea    | Tormsdale, Écosse                   |
| Udaeus Linea       | Udaeus                              |
| Yelland Linea      | Yelland, Angleterre                 |